# IOS 4
 iOS 4 é a quarta versão do sistema operacional móvel iOS projetado pela Apple Inc., sendo o sucessor do iPhone OS 3. Ele foi lançado em 21 de junho de 2010, e foi o primeiro lançamento a mudar o nome para simplesmente "iOS", e o primeiro lançamento a acabar com o suporte a alguns dispositivos, bem como a primeira atualização que os utilizadores do iPod Touch não tiveram que pagar. O iOS 4 foi sucedido pelo iOS 5, que foi lançado no dia 12 de outubro de 2011.

## História
O iOS 4 foi apresentado durante o evento anual Apple Worldwide Developers Conference no dia 7 de junho de 2010 em conjunto com o iPhone 4. Com o lançamento da primeira geração do iPad, no início daquele ano, a empresa renomeou o iPhone OS para iOS para refletir toda a sua família de dispositivos. O iOS 4.0 era compatível somente com o iPhone e iPod touch no lançamento, mas depois foi adicionado suporte ao iPad. Ele também adicionou mais de 1.500 novas APIs para desenvolvedores, incluindo a altamente antecipada função multitarefa.